# 米底巴
米底巴，又譯馬德巴，位於約旦，是米底巴省的首府，有人口6萬人，是約旦各個城市按人口排列的第五位。米底巴以當地的遺跡而聞名，亦是摩押石碑（又名米沙王石碑）發現的地方。另外，當地亦曾發現一塊用馬賽克砌成的聖地地圖。

## 參考

米底巴
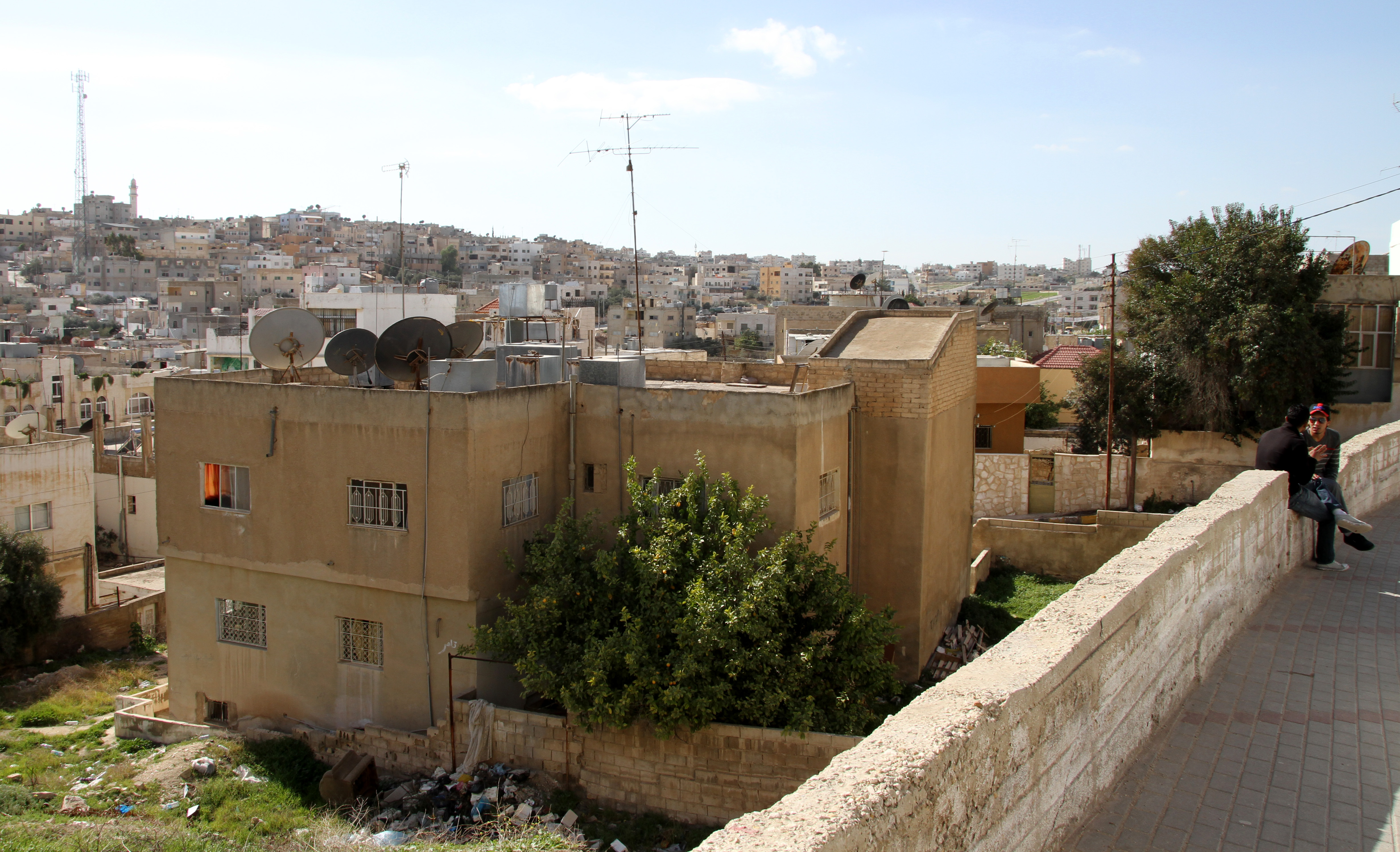
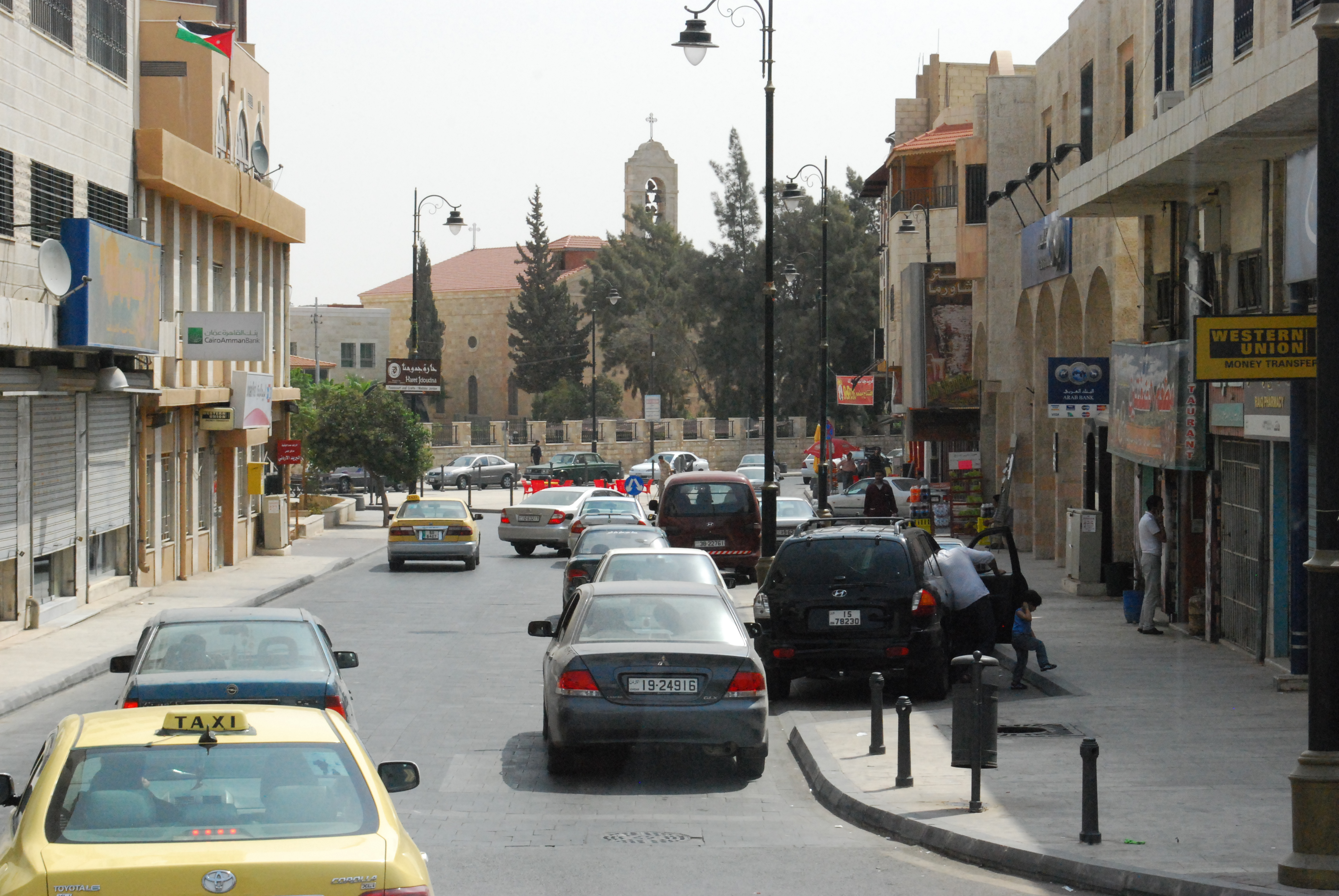
現代米底巴的夜店
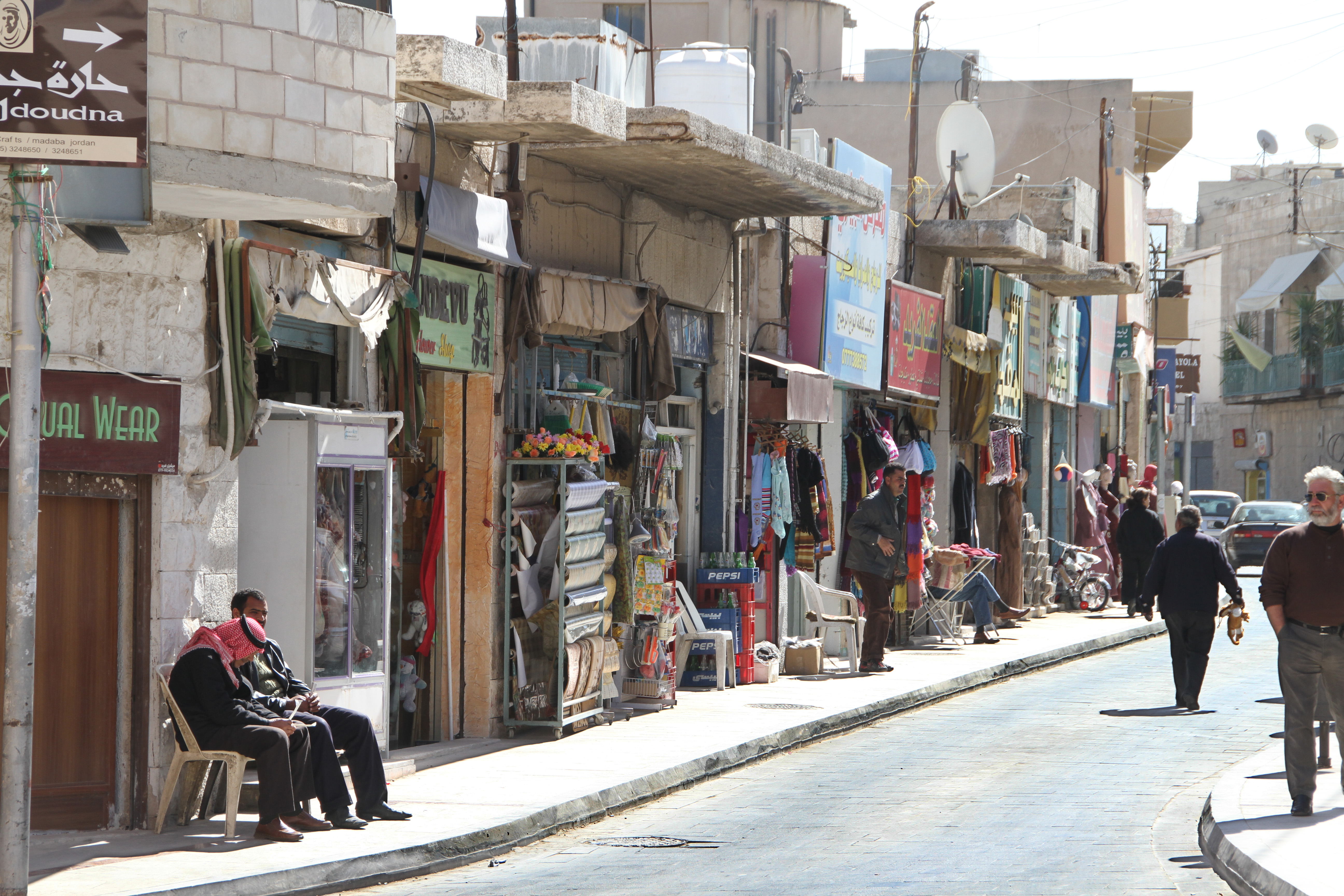
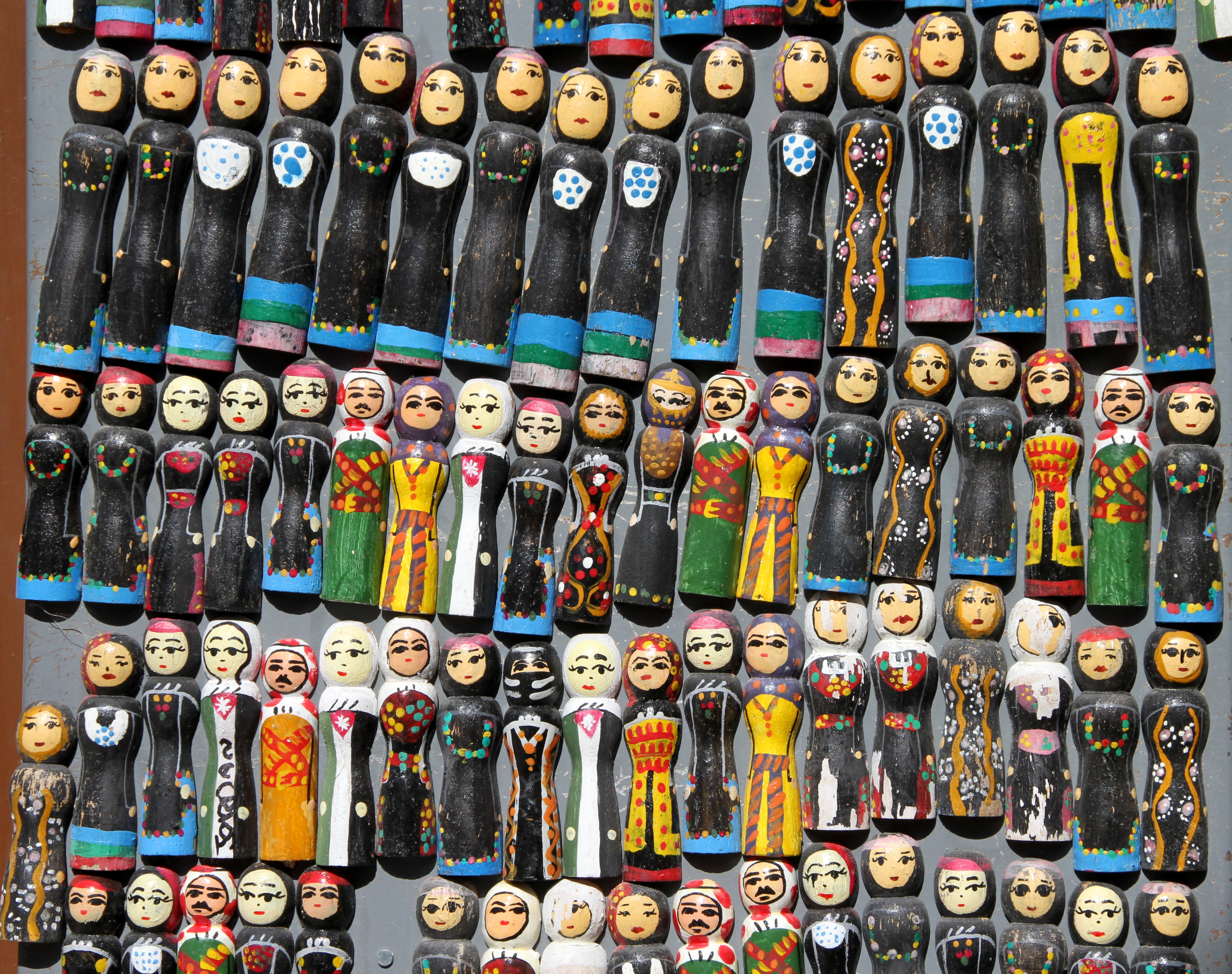
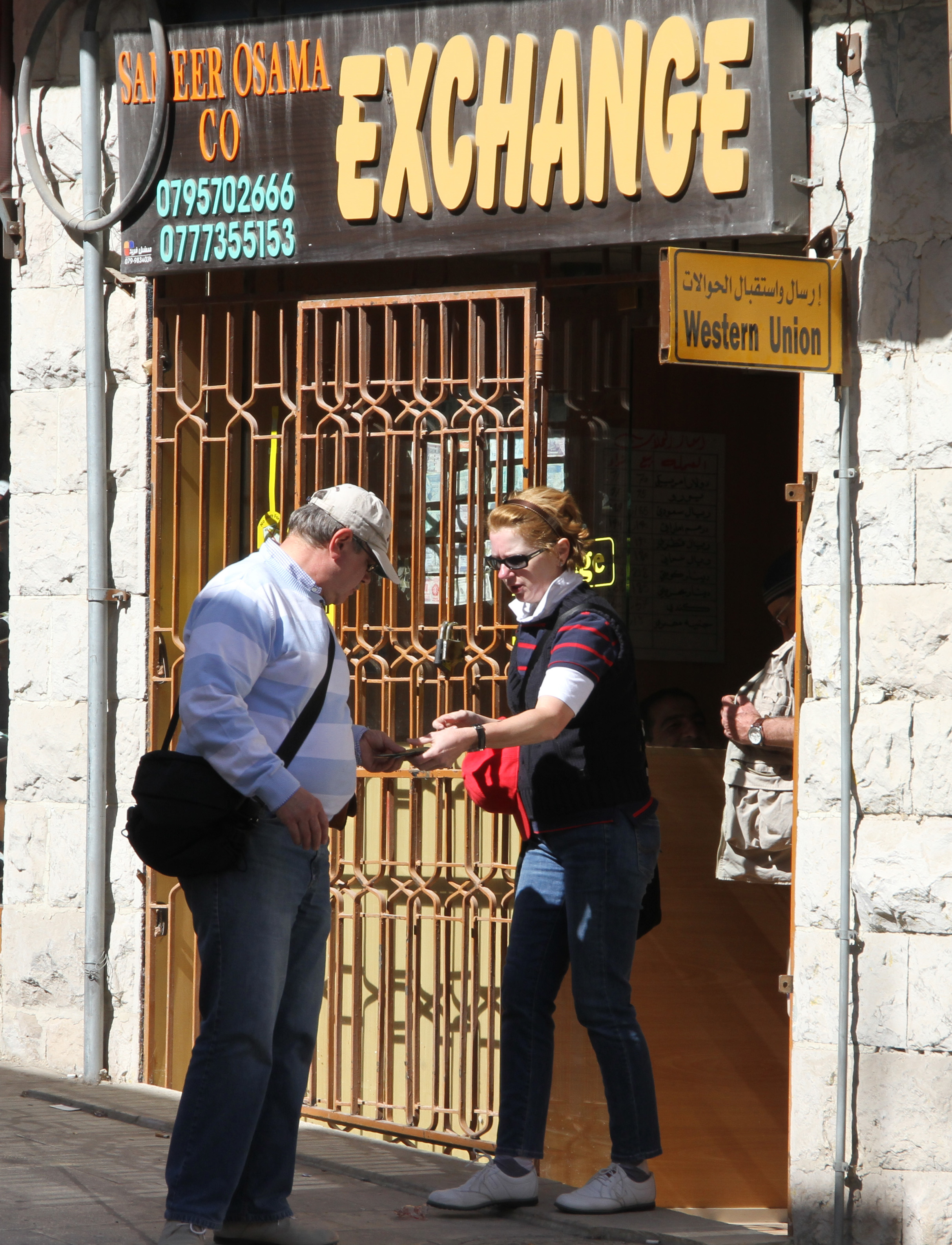
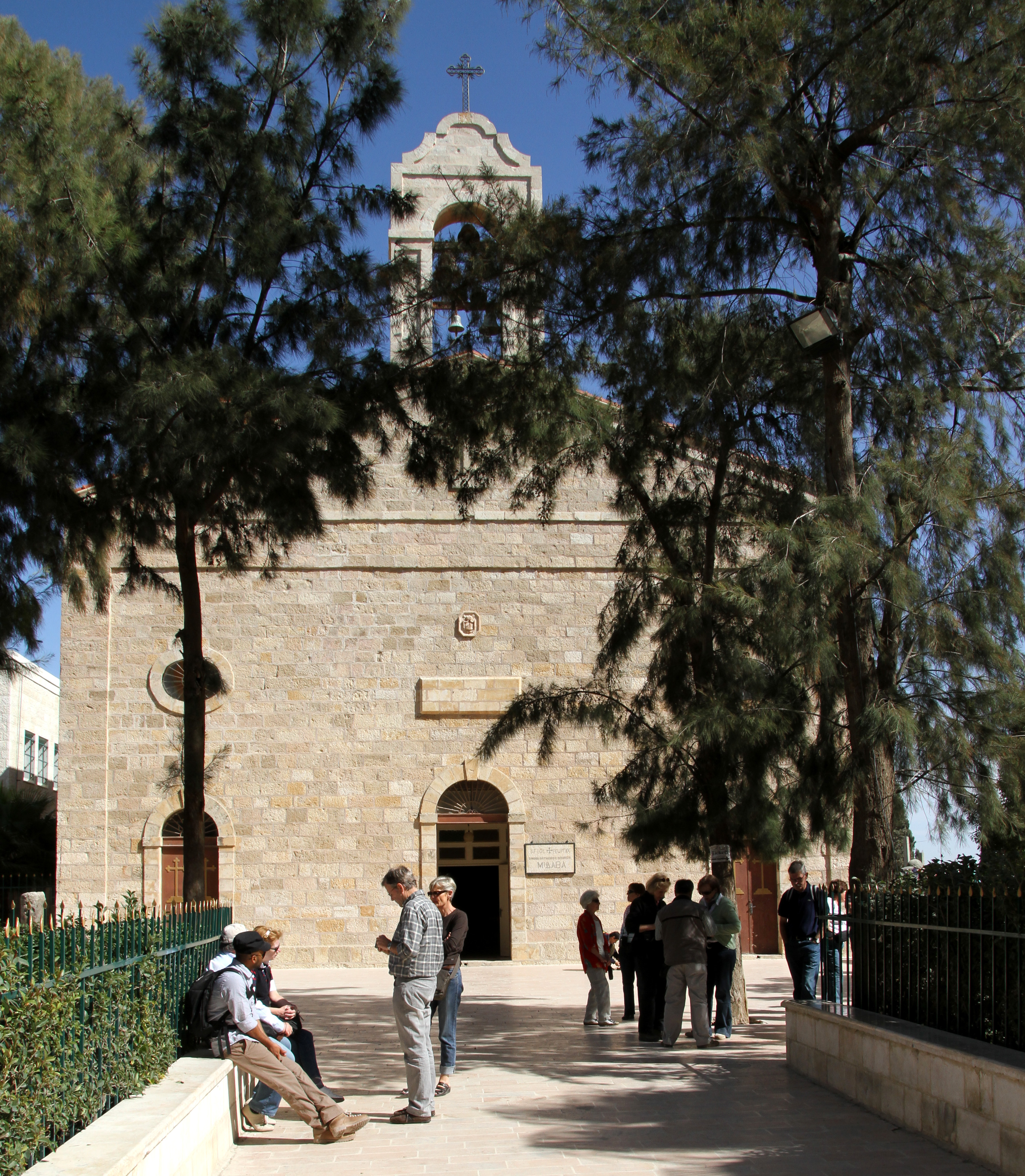
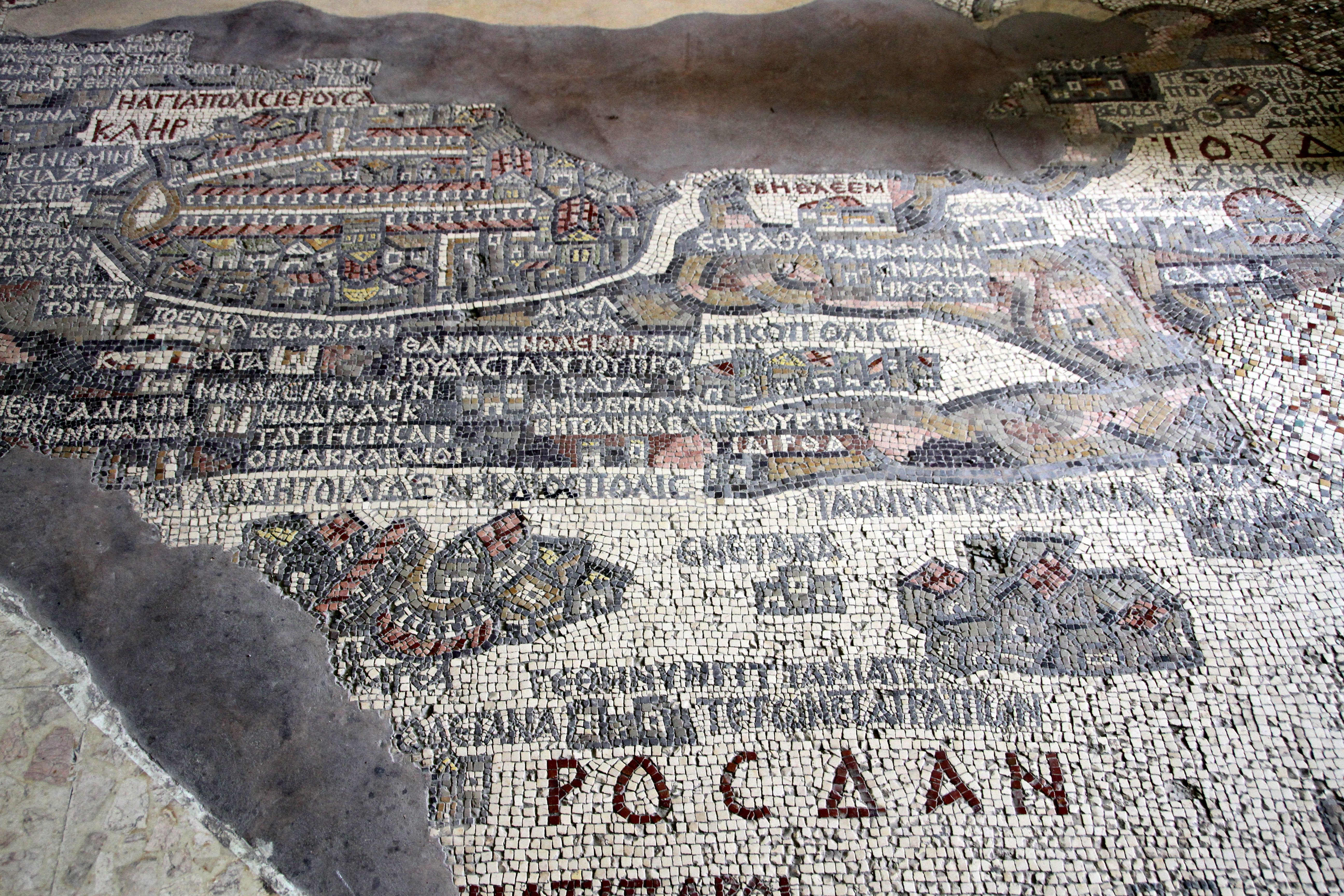

## 外部連結
- 位於米底巴的馬賽克聖跡地圖 （页面存档备份，存于）

31°43′N 35°48′E / 31.717°N 35.800°E
1. ↑   的存檔，存档日期June 5, 2009，.